# Vida Šulskytė
Vida Šulskytė, coniugata Beselienė (Šiauliai, 17 agosto 1956), è un'ex cestista sovietica.

## Carriera
Con l'Unione Sovietica ha disputato i Giochi olimpici di Mosca 1980, i Campionati mondiali del 1983 e tre edizioni dei Campionati europei (1976, 1978, 1980).